# Maple Grove
Maple Grove é uma cidade localizada no estado americano do Minnesota, no Condado de Hennepin.

## Demografia
Segundo o censo americano de 2000, a sua população era de 50.365 habitantes.
Em 2006, foi estimada uma população de 60.584, um aumento de 10219 (20.3%).

## Geografia
De acordo com o United States Census Bureau tem uma área de 90,5 km², dos quais 85,1 km² cobertos por terra e 5,4 km² cobertos por água.

## Localidades na vizinhança
O diagrama seguinte representa as localidades num raio de 12 km ao redor de Maple Grove.